# Circuit de Reims-Gueux
Le circuit de Reims-Gueux, connu également sous le nom de circuit de Reims était un circuit de forme triangulaire spectaculaire situé à environ 5 km à l'ouest de Reims entre les villages de Thillois et de Gueux. D'un développement de 7,816 kilomètres de long, il empruntait deux routes départementales et une portion de la route nationale 31.
Le circuit est inscrit aux Monuments Historiques français depuis mai 2009.

## Histoire

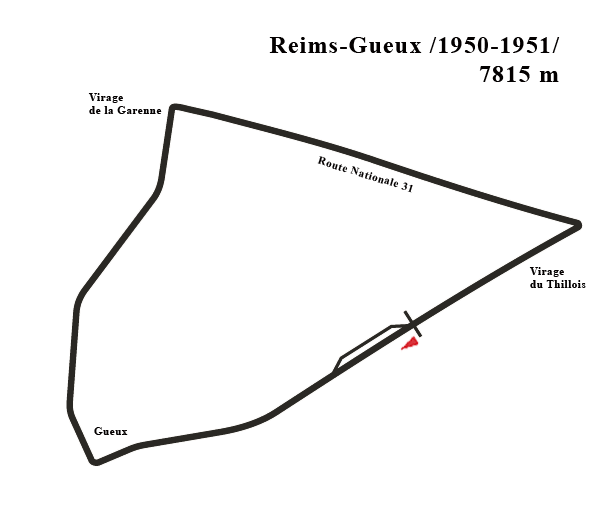
Tracé du circuit jusqu'en 1951.

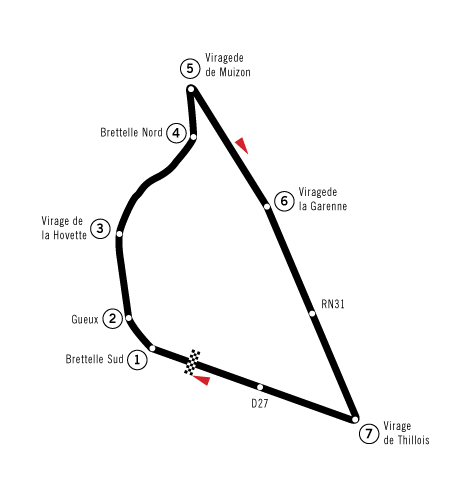
Tracé du circuit à partir de 1953.

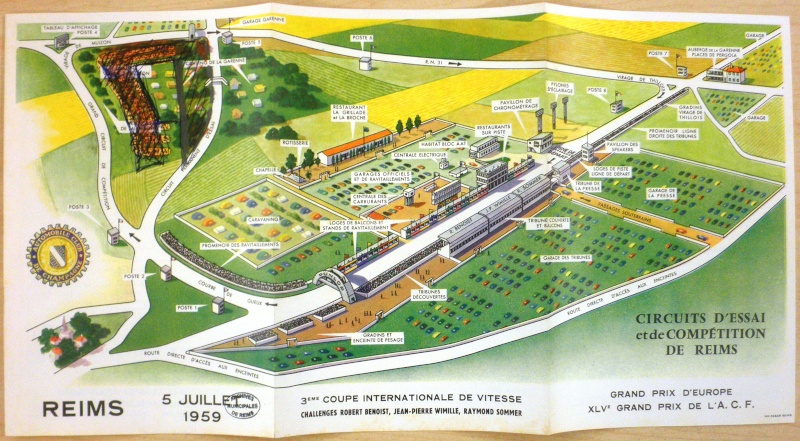
Circuit et organisation en 1959

Le circuit fut utilisé pour la première fois en 1926 (vainqueur François « Lescot ») pour le deuxième Grand Prix de la Marne organisé par l'Automobile Club de Champagne (la première édition avait eu lieu l'année précédente à quelques kilomètres de là, dans un village à l'est de Reims, à Beine-Nauroy). Treize ans après, en 1938, l'Automobile Club de France l'utilisera pour le Grand Prix de France et la première course de Formule 1 officielle sera courue en 1950.
Le circuit était constitué de trois longues lignes droites de la RN 31, du CD 26 et du CD 27 et de trois virages Gueux, La Garenne et La Bonne Rencontre. Les équipes de course se sont efforcées de maximiser la vitesse constante de leurs voitures. De nombreuses batailles se sont succédé constituées de glissades et de vitesses élevées. Les organisateurs ont par la suite abattu les arbres des bords de route et de vieilles maisons ont été démolies afin de créer des échappatoires et permettre au circuit d’être encore plus rapide.
En 1952, décision est prise d'éviter le village de Gueux et de créer une extension. La modification se fera en deux temps. Tout d'abord, la bretelle évitant le village ramène la longueur du circuit à 7,198 kilomètres. C'est sur ce tracé que Jean Behra fera triompher Gordini lors du Grand Prix de la Marne. En 1953, la bretelle nord-est achevée et la longueur du tracé est portée à 8,347 kilomètres puis l’année suivante à 8,301 kilomètres à la suite de la légère modification du virage de Thillois. Avec l'extension, le circuit est composé de la RN 31, du CD 27, de la Bretelle Sud et de la nouvelle Bretelle Nord et comporte cinq virages : Gueux (également nommé le Calvaire), Annie Bousquet, la Hovette, Muizon et Thillois.
Le circuit a été utilisé pour la dernière fois par des Formule 1 en 1966, le dernier meeting (avec des courses de F2, F3, R8 Gordini et Critérium FFSA) en 1969 et la dernière compétition (Championnat de France de moto) le 11 juin 1972.
Le circuit est fermé définitivement en 1972 à la suite de problèmes financiers insurmontables. Il a accueilli quatorze Grand Prix de France de Formule 1 dont plusieurs hors championnat.

## Aujourd'hui

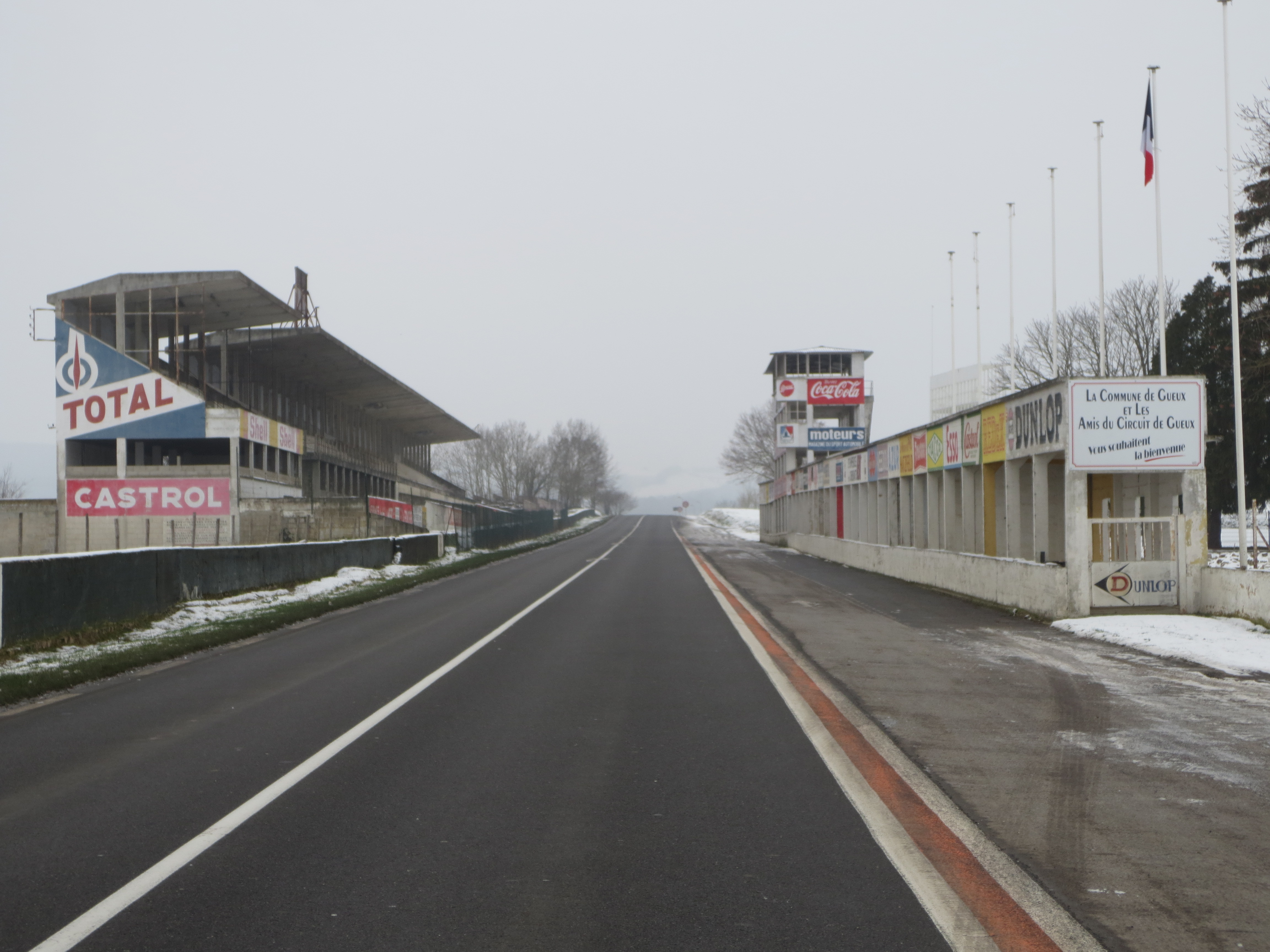
La ligne droite, à gauche au premier plan la tribune de Presse et la grande tribune, à droite les stands et au-dessus le restaurant.

Une grande partie des stands et une partie du tracé (le virage de Muizon a été supprimé) sont encore visibles. L'association Les Passionnés du Circuit de la Marne, créée en décembre 2023, a repris les rênes de la restauration et œuvre pour la sauvegarde de ce patrimoine régional pour conserver les traces de ce circuit apprécié des amateurs de véhicules sportifs et des concurrents de l'époque.
Du 21 au 23 septembre 2007, le circuit a accueilli le « 1er Week-End de l'Excellence Automobile » au milieu d'infrastructures partiellement rénovées. De nombreux véhicules d'époque ont pris part à la manifestation, incluant des démonstrations et des courses historiques. La Mercedes-Benz W196 avec laquelle Juan Manuel Fangio gagna sur ce circuit en 1954 était présente, pilotée par Jean Alesi. Parmi les autres personnalités du sport automobile il y avait David Piper avec sa Ferrari 275 LM, voiture avec laquelle il termina septième aux 24 Heures du Mans 1968, Jean Pierre Jarier, Simon Jean-Joseph ou encore Jean-Louis Moncet. L'auteur du livre Circuit de Reims, Patrick Sinibaldi, fils d'un ancien joueur du Stade de Reims, était également présent.
Une seconde édition s'est déroulée du 12 au 14 septembre 2008 ; Jean Alesi a conduit la Mercedes-Benz W196 de Juan Manuel Fangio. La troisième édition a eu lieu les 26 et 27 septembre 2009 avec, entre autres, Bruno Saby, Henri Pescarolo, Jean-Pierre Jabouille, Giacomo Agostini et Phil Read.
Le circuit est encore beaucoup utilisé pour des séances photos de revues de voitures anciennes.
Le 10 décembre 2007, à l'issue du conseil municipal de Gueux, le projet de reconstruction d'un circuit permanent autour de l'ancien tracé est abandonné.
Le circuit est inscrit aux Monuments Historiques français depuis mai 2009 ; des travaux de réhabilitation de plusieurs chantiers ont été entrepris depuis 2007.

## Grands Prix de championnat du monde
| Saison | Date        | Vainqueur(s)                     | Nationalité(s)   | Écurie        | Résumé                    |
| ------ | ----------- | -------------------------------- | ---------------- | ------------- | ------------------------- |
| 1950   | 2 juillet   | Juan Manuel Fangio               | Argentine        | Alfa Romeo    | Grand Prix de France 1950 |
| 1951   | 1er juillet | Luigi Fagioli Juan Manuel Fangio | Italie Argentine | Alfa Romeo    | Grand Prix de France 1951 |
| 1953   | 5 juillet   | Mike Hawthorn                    | Royaume-Uni      | Ferrari       | Grand Prix de France 1953 |
| 1954   | 4 juillet   | Juan Manuel Fangio               | Argentine        | Mercedes      | Grand Prix de France 1954 |
| 1956   | 1er juillet | Peter Collins                    | Royaume-Uni      | Ferrari       | Grand Prix de France 1956 |
| 1958   | 6 juillet   | Mike Hawthorn                    | Royaume-Uni      | Ferrari       | Grand Prix de France 1958 |
| 1959   | 5 juillet   | Tony Brooks                      | Royaume-Uni      | Ferrari       | Grand Prix de France 1959 |
| 1960   | 3 juillet   | Jack Brabham                     | Australie        | Cooper-Climax | Grand Prix de France 1960 |
| 1961   | 2 juillet   | Giancarlo Baghetti               | Italie           | Ferrari       | Grand Prix de France 1961 |
| 1963   | 30 juin     | Jim Clark                        | Royaume-Uni      | Lotus-Climax  | Grand Prix de France 1963 |
| 1966   | 3 juillet   | Jack Brabham                     | Australie        | Brabham-Repco | Grand Prix de France 1966 |

## Autres épreuves
| Date              | Catégorie      | Épreuve                                     | Pilote                        | Écurie                      | Auto                    |
| ----------------- | -------------- | ------------------------------------------- | ----------------------------- | --------------------------- | ----------------------- |
| 2 août 1925       | Réglt. d'A-G   | 1er Grand Prix de la Marne (à Beine-Nauroy) | Pierre Clause                 | Privé                       | Bignan B                |
| 25 juillet 1926   | Réglt. d'A-G   | 2e Grand Prix de la Marne                   | François Lescot               | Privé                       | Bugatti T35             |
| 10 juillet 1927   | Réglt. d'A-G   | 3e Grand Prix de la Marne                   | Philippe Étancelin            | Privé                       | Bugatti T35B            |
| 5 juillet 1928    | Réglt. d'A-G   | 4e Grand Prix de la Marne                   | Louis Chiron                  | Automobiles Ettore Bugatti  | Bugatti T35B            |
| 7 juillet 1929    | Réglt. d'A-G   | 5e Grand Prix de la Marne                   | Philippe Étancelin            | Automobiles Ettore Bugatti  | Bugatti T35C            |
| 29 juin 1930      | Réglt. d'A-G   | 6e Grand Prix de la Marne                   | René Dreyfus                  | Automobiles Ettore Bugatti  | Bugatti T35B            |
| 5 juillet 1931    | Réglt. d'A-G   | 7e Grand Prix de la Marne Voiturettes       | Philippe Auber(t)             | Privé                       | Bugatti T37A            |
| 5 juillet 1931    | Réglt. d'A-G   | 7e Grand Prix de la Marne                   | Marcel Lehoux                 | Automobiles Ettore Bugatti  | Bugatti T51             |
| 3 juillet 1932    | Réglt. d'A-G   | 26e Grand Prix de l'ACF                     | Tazio Nuvolari                | Alfa Corse                  | Alfa Romeo Tipo B       |
| 2 juillet 1933    | Réglt. d'A-G   | 8e Grand Prix de la Marne                   | Philippe Étancelin            | Privé                       | Alfa Romeo 8C           |
| 8 juillet 1934    | Réglt. d'A-G   | 9e Grand Prix de la Marne                   | Louis Chiron                  | Scuderia Ferrari            | Alfa Romeo Tipo B       |
| 7 juillet 1935    | Réglt. d'A-G   | 10e Grand Prix de la Marne                  | René Dreyfus                  | Scuderia Ferrari            | Alfa Romeo Tipo B       |
| 5 juillet 1936    | Réglt. d'A-G   | 11e Grand Prix de la Marne                  | Jean-Pierre Wimille           | Automobiles Ettore Bugatti  | Bugatti T57G            |
| 29 juillet 1937   | Réglt. d'A-G   | 12e Grand Prix de la Marne                  | Jean-Pierre Wimille           | Automobiles Ettore Bugatti  | Bugatti T59/57S         |
| 3 juillet 1938    | Réglt. d'A-G   | 32e Grand Prix de l'ACF                     | Manfred von Brauchitsch       | Daimler-Benz AG             | Mercedes W154           |
| 9 juillet 1939    | Réglt. d'A-G   | 33e Grand Prix de l'ACF                     | Hermann Paul Müller           | Auto Union AG               | Auto Union D            |
| 9 juillet 1939    | Réglt. d'A-G   | 1re Coupe de la Commission Sportive         | Armand Hug                    | Scuderia Torino             | Maserati 6CM            |
| 6 juillet 1947    | Réglt. d'A-G   | 1er Grand Prix de Reims                     | Christian Kautz               | Privé                       | Maserati 4CL            |
| 6 juillet 1947    | Formule 2      | 1re Coupe des Petites Cylindrées            | Prince Bira                   | White Mouse Stable          | Simca-Gordini T11       |
| 18 juillet 1948   | Formule 2      | 2e Coupe des Petites Cylindrées             | Raymond Sommer                | Scuderia Ferrari            | Ferrari 166             |
| 18 juillet 1948   | Formule 1      | 35e Grand Prix de l'ACF                     | Jean-Pierre Wimille           | Alfa Romeo SpA              | Alfa Romeo 158          |
| 17 juillet 1949   | Formule 2      | 3e Coupe des Petites Cylindrées             | Alberto Ascari                | Scuderia Ferrari            | Ferrari 166C            |
| 17 juillet 1949   | Formule 1      | 36e Grand Prix de l'ACF                     | Louis Chiron                  | Automobiles Talbot Darracq  | Talbot-Lago T26C        |
| 2 juillet 1950    | Formule 2      | 4e Coupe des Petites Cylindrées             | Alberto Ascari                | Scuderia Ferrari            | Ferrari 166F2/50        |
| 29 juin 1952      | Formule 2      | 13e Grand Prix de la Marne                  | Jean Behra                    | Equipe Gordini              | Gordini T16             |
| 4 juillet 1953    | Sport          | 1res Douze heures internationales de Reims  | Stirling Moss Peter Whitehead | Equipe Jaguar               | Jaguar C                |
| 3 juillet 1954    | Sport          | 2e Douze heures internationales de Reims    | Peter Whitehead Ken Wharton   | Equipe Jaguar               | Jaguar D                |
| 30 juin 1956      | Sport          | 3e Douze heures internationales de Reims    | Duncan Hamilton Ivor Bueb     | Equipe Jaguar               | Jaguar D                |
| 13 juillet 1957   | Sport          | 4e Douze heures internationales de Reims    | Olivier Gendebien Paul Frère  | Scuderia Ferrari            | Ferrari 250 GT          |
| 14 juillet 1957   | Formule 2      | 1re Coupe Internationale de Vitesse         | Maurice Trintignant           | Scuderia Ferrari            | Ferrari Dino 156        |
| 14 juillet 1957   | Hors Champ.    | 2e Grand Prix de Reims                      | Luigi Musso                   | Scuderia Ferrari            | Lancia-Ferrari D50A     |
| 5 juillet 1958    | Sport          | 5e Douze heures internationales de Reims    | Olivier Gendebien Paul Frère  | Scuderia Ferrari            | Ferrari 250 GT          |
| 6 juillet 1958    | Formule 2      | 2e Coupe Internationale de Vitesse          | Jean Behra                    | Porsche KG                  | Porsche RSK             |
| 5 juillet 1959    | Formule 2      | 3e Coupe Internationale de Vitesse          | Stirling Moss                 | R.R.C. Walker Racing Team   | Cooper T45 - Borgward   |
| 3 juillet 1960    | Formule Junior | 1er Coupe de Vitesse Junior                 | Mike McKee                    | Privé                       | Lotus 18 - Ford         |
| 2 juillet 1961    | Formule Junior | 2e Coupe de Vitesse Junior                  | Trevor Taylor                 | Team Lotus                  | Lotus 20 - Ford         |
| 1er juillet 1962  | Hors Champ.    | 3e Grand Prix de Reims                      | Bruce McLaren                 | Cooper Car Company          | Cooper T60 - Climax     |
| 30 juin 1963      | H. C. Sports   | Grand Prix de France 1963                   | Carlo Maria Abate             | Scuderia Serenissima        | Ferrari 250 TR          |
| 4 juillet 1964    | V. Sports      | 6e Douze heures internationales de Reims    | Jo Bonnier Graham Hill        | Maranello Concessionnaires  | Ferrari 250LM           |
| 5 juillet 1964    | Euro. F3       | 4e Coupe International de Vitesse           | Jackie Stewart                | Tyrrell Racing Organisation | Cooper T72 - BMC        |
| 5 juillet 1964    | Formule 2      | 4e Grand Prix de Reims                      | Alan Rees                     | Roy Winkelmann Racing       | Brabham BT10 - Cosworth |
| 3 juillet 1965    | V. Sports      | 7e Douze heures internationales de Reims    | Pedro Rodríguez Jean Guichet  | North American Racing Team  | Ferrari 365P2           |
| 4 juillet 1965    | Euro. F3       | 5e Coupe Internationale de Vitesse          | Jean-Pierre Beltoise          | Equipe Matra Sports         | Matra MS1 - Ford        |
| 4 juillet 1965    | Formule 2      | 5e Grand Prix de Reims                      | Jochen Rindt                  | Roy Winkelmann Racing       | Brabham BT16 - Cosworth |
| 3 juillet 1966    | Euro. F3       | 6e Coupe Internationale de Vitesse          | John Fenning                  | Tyrrell Racing Organisation | Matra MS5 - Ford        |
| 3 juillet 1966    | Formule 2      | 6e Grand Prix de Reims                      | Jack Brabham                  | Brabham Racing Organisation | Brabham BT18 - Honda    |
| 24 juin 1967      | H. C. Sports   | 8e Douze heures internationales de Reims    | Jo Schlesser Guy Ligier       | Ecurie Ford France S.A.     | Ford Mk IIB             |
| 25 juin 1967      | Euro. F3       | 7e Coupe Internationale de Vitesse          | Jean-Pierre Jabouille         | Ecurie Crio                 | Matra MS5 - Ford        |
| 25 juin 1967      | Formule 2      | 7e Grand Prix de Reims                      | Jochen Rindt                  | Roy Winkelmann Racing       | Brabham BT23 - Ford     |
| 9 septembre 1968  | Formule 2      | 8e Grand Prix de Reims                      | Jackie Stewart                | Equipe Matra Sports         | Matra MS7 - Ford        |
| 15 septembre 1968 | Euro. F3       | 8e Coupe Internationale de Vitesse          | Peter Westbury                | Ian Walker Racing           | Brabham BT21B - Ford    |
| 29 juin 1969      | Formule 2      | 9e Grand Prix de Reims                      | François Cevert               | Tecno Racing Team           | Tecno TF/68 - Ford      |
| 29 juin 1969      | Euro. F3       | 9e Coupe Internationale de Vitesse          | Peter de Merritt              | Team Tobler Racing          | Tecno TF/67 - Ford      |

## Galerie d'images

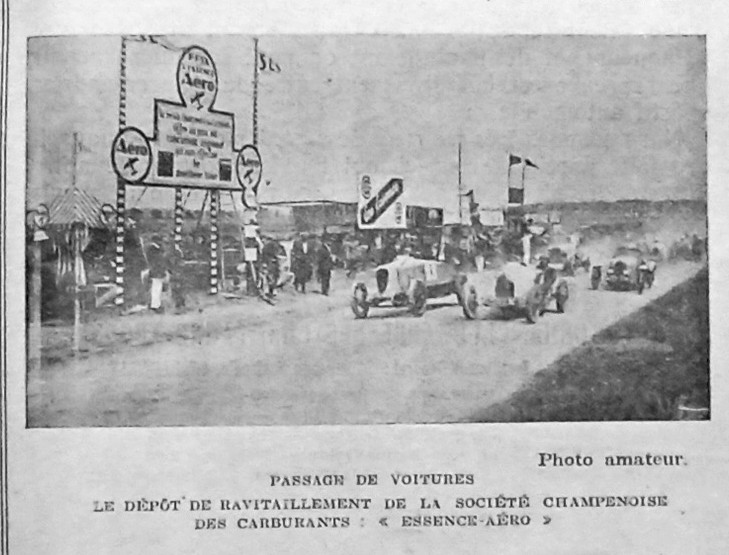
1926 Grand prix de la Marne.
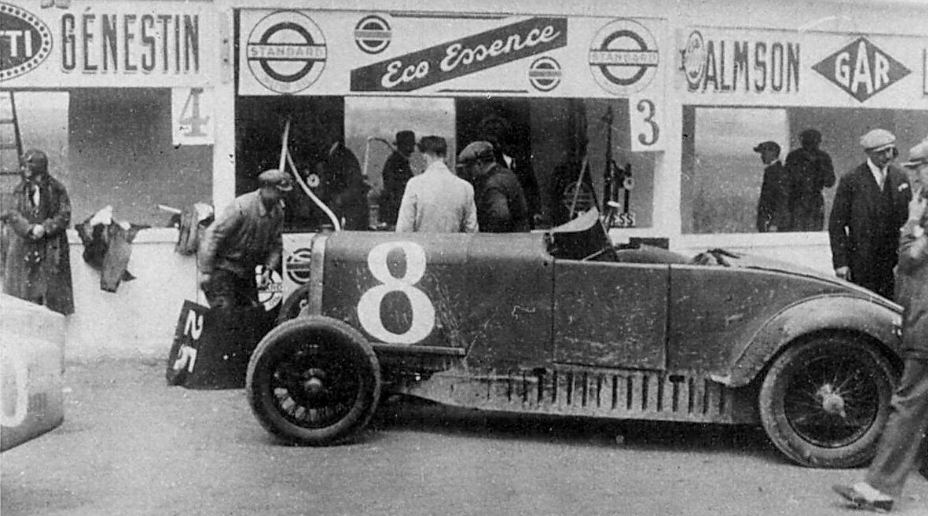
Genestin G7 Sport à son stand, lors du G.P. de la Marne 1927. Au volant de la Genestin, son constructeur Paul Genestin.
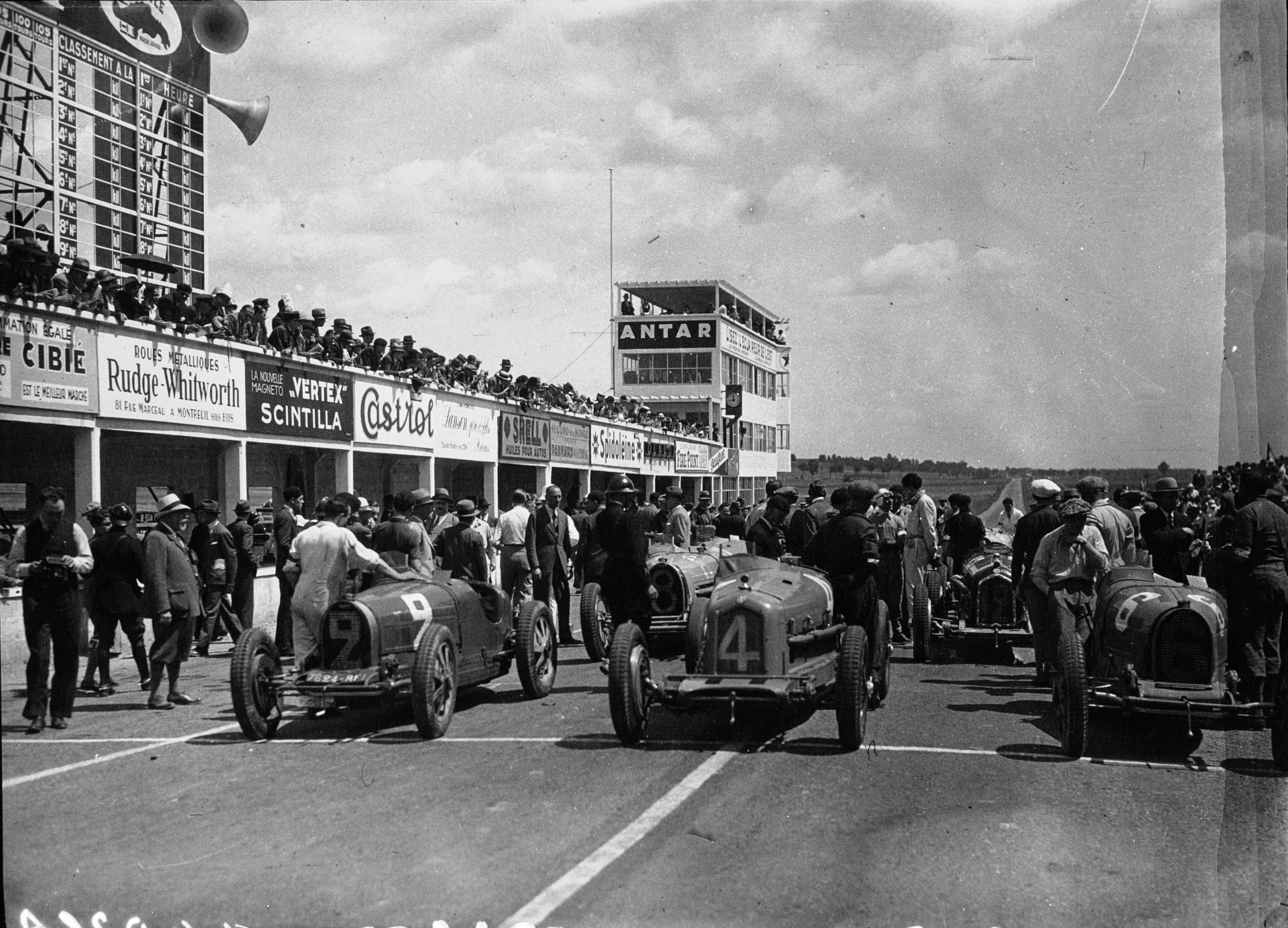
1932, Grand prix de France.
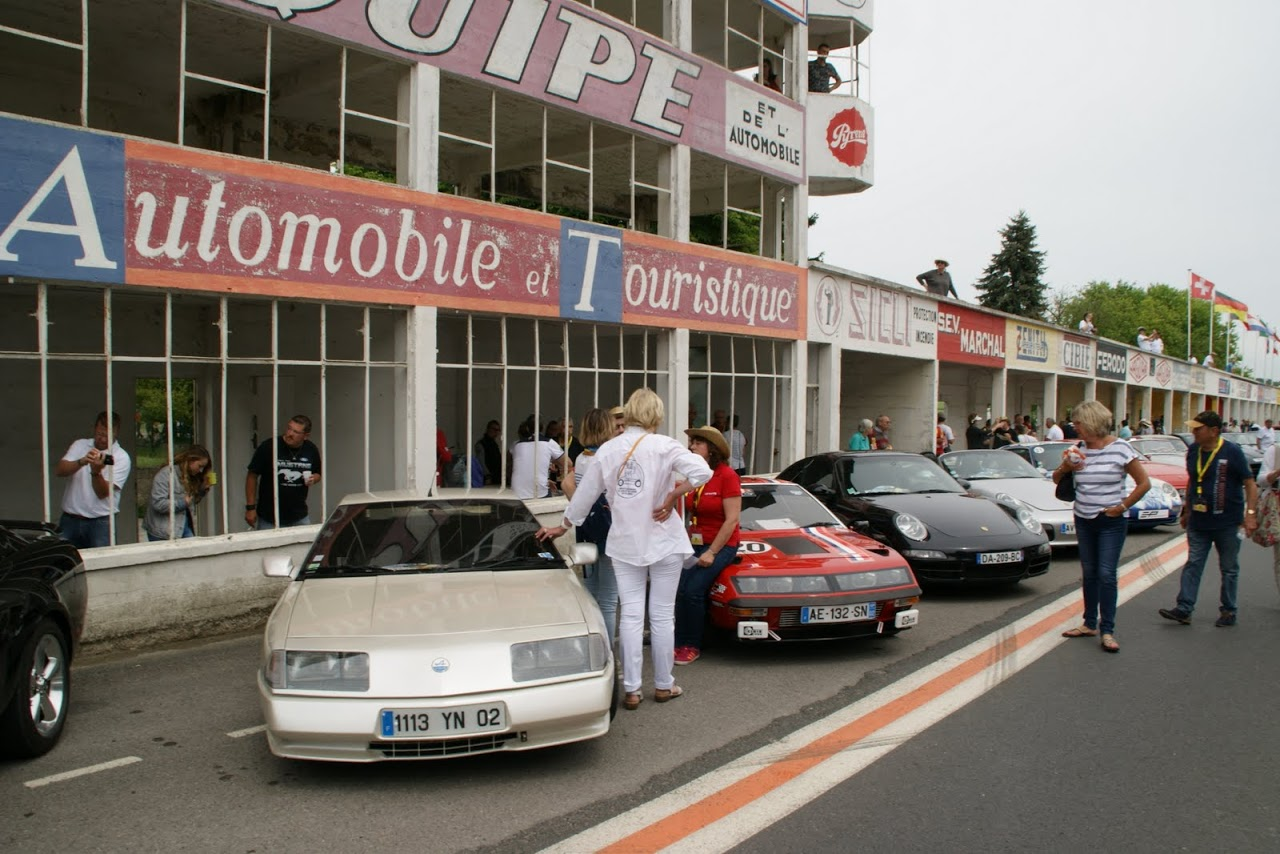
Alpine devant les tribunes du circuit lors de la Montée Historique de Laon en 2017.